# Aloe powysiorum
Aloe powysiorum é uma espécie de liliopsida do gênero Aloe, pertencente à família Asphodelaceae.